# Anastasius Surdi
Anastasius Surdi byl řeholník Řádu mercedariánských rytířů.
Byl znám pro svou charitu, shovívavost a dodržování pravidel. Stal se vyznavačem.
Jeho svátek je připomínán 11. listopadu.